# Seresteiros de Diadema
Os Seresteiros de Diadema, fazem parte da Cultura Musical da cidade de Diadema/SP, Brasil e sua importância está ligada à manutenção da cultura musical não somente da cidade de Diadema, mas também no Brasil todo, pois o estilo de música Seresta faz parte da Cultura Nacional, estando presente em todos os Estados brasileiros.

## História
Este grupo surgiu em maio de 2009, quando os cantores Oscar e Jara foram procurados pela secretária de cultura de Diadema, na época Regina Ponce, para formar um grupo de seresta. Após um concurso, interno para os alunos, da Casa de Cultura da cidade, selecionaram as cantoras Leninha e Ester, formando o grupo Seresteiros de Diadema, o grupo foi formado com a finalidade de resgatar a tradição Seresteira, focando seu repertorio na MPB, com canções de Vinícius de Morais, Tom Jobim, Chico Buarque, Dorival Caymmi, Chiquinha Gonzaga, entre outros.
A estreia foi em um albergue de moradores de rua, também cantaram em bibliotecas, fórum, Centro de Detenção, Paço Municipal, Sesc, Sesi, hospitais, programas de TV etc. Eles têm um projeto chamado quatro estações, no qual a cada mudança de estação se apresentam no Instituto do Câncer de São Paulo.
Quanto ao repertorio nas apresentações não podem faltar as músicas: “Carinhoso” e “Eu sei que vou te amar”.
Todos componentes atuais do grupo tem outra profissão: Oscar é professor de música, Marcel é vendedor, Leninha é terapeuta e Ester é engenheira.
O público atual é bem variado incluindo crianças e adolescentes, não somente adultos e idosos.
O principal lema do grupo é:
"Levar a alegria e o acalanto a quem precisa, sem esperar algo em troca, a não ser a alegria de quem os assiste."

## Discografia
Eles não tem músicas autorais, mas tem um CD gravado, chamado Lua Branca, com músicas de outros autores:
Álbum – CD Seresteiros de Diadema - Título Lua Branca (Gravado entre os meses Março e Abril de 2011)
1. Balaio
2. A Casinha Pequenina
3. Cuitelinho
4. Com que Roupa
5. Palpite Infeliz
6. Lua Branca
7. Vila Conceição
8. Prenda Minha
9. Flor Amorosa
10. Mulher Rendeira